# Samnanger
Samnanger è un comune norvegese della contea di Vestland. Il centro amministrativo del comune è il villaggio di Tysse. Altri villaggi principali del comune sono Haga e Årland.